# Les Chefs!
Les Chefs! est une émission de télévision canadienne produite par Attraction diffusée à ICI Radio-Canada Télé depuis le 14 juin 2010. Elle est animée par Élyse Marquis et met en vedette des aspirants chefs se livrant à une compétition culinaire.
Julie Bélanger a animé l'émission lors des saisons 1 à 3 et Chantal Fontaine a animé la saison 6. Les animatrices étaient accompagnées de Daniel Vézina, occupant un rôle de « coach » auprès des aspirants-chefs, excepté lors de la saison 6, qui a été animée exclusivement par Chantal Fontaine. En novembre 2016, ICI Radio-Canada Télé confirme le retour de l'émission pour l'été 2017 avec le concept d'origine. Élyse Marquis et Daniel Vézina y reprennent leur rôle d'animation et de mentorat, respectivement. Les juges Jean-Luc Boulay, Pasquale Vari et Normand Laprise sont également de retour.
La pandémie de Covid-19 rendant le tournage difficile, la diffusion de l'émission n'ont pas lieu lors de l'été 2021. La diffusion reprend en avril 2022 pour une onzième saison. Colombe St-Pierre prend alors la place de Daniel Vézina comme mentore et Isabelle Deschamps-Plante, Jean-Luc Boulay, Pasquale Vari et Normand Laprise siègent en tant que juges.

## Concept

### Aspirants-chefs
Chaque saison, treize candidats (quatorze pour la première saison, douze pour la quatorzième) sont des aspirants-chefs qui s'affrontent dans une compétition culinaire, à travers laquelle ils doivent travailler avec divers produits mis en vedette, souvent du terroir québécois, et les inclure dans leur recette. Cependant, très souvent, en plein milieu du défi, l'animatrice arrive brusquement sur le plateau pour faire des annonces, parfois des ajouts du plat ou des contraintes.
Suite au défi, les candidats voient leurs performances jugées par un panel de juges permanents : Normand Laprise, Jean-Luc Boulay, Pasquale Vari et, à compter de la onzième saison, Isabelle Deschamps-Plante. Les juges permanents sont parfois accompagnés d'un juge invité. Ces derniers sont surtout des chefs de grand renom tel que Martin Picard ou Laurent Godbout.
Après le verdict, les deux moins bons candidats ont leur deuxième chance de conserver leur place au sein de la brigade en s'affrontant dans un duel. Au cours de cette épreuve, les aspirants-chefs doivent cuisiner un plat dans un temps limité, généralement autour de quinze minutes. Le perdant du duel est éliminé définitivement.
À l'issue des premières saisons, le grand gagnant remporte un prix de 50 000 $, soit 20 000 $ à dépenser dans les Relais & Châteaux (trois en France et trois au Québec) ainsi que deux bourses en argent de 15 000 $, l'une remise par Métro et l'autre par les Producteurs de lait du Québec. Les récompenses attribuées aux finalistes sont variables selon les saisons, atteignant jusqu'à 100 000 $ lors de la quatorzième saison.
La cinquième saison, sous-titrée « La revanche », ramène des candidats qui se sont fortement démarqués dans les saisons précédentes, afin qu'ils s'affrontent encore une fois dans une compétition. Le même concept est réutilisé lors de la treizième saison, sous-titrée « L'affrontement ».

### Brigade
La saison 6 connaît un changement de formule, avec une nouvelle animatrice et des nouveaux juges. Exceptionnellement, les douze aspirants-chefs sont répartis en deux brigades, composées de six candidats chacune. Parmi eux, il y a un chef de brigade. Tout au long de l'émission, ils doivent offrir aux juges un repas trois services. Les juges permanents, Stéphane Modat et Anne Desjardins, sont accompagnés d'un juge invité à chaque semaine. Les plats sont jugés en suivant un processus similaire aux saisons précédentes. Après le verdict, la brigade qui a été désignée perdante doit sélectionner les trois candidats jugés moins bons pour participer au défi ultime comme deuxième chance. Par la suite, le perdant du défi ultime est éliminé définitivement.

## Saison 1
|     | Participant(e)         | Âge | Ville                    | Classement (par semaine) | Classement (par semaine) | Classement (par semaine) | Classement (par semaine) | Classement (par semaine) | Classement (par semaine) | Classement (par semaine) | Classement (par semaine) | Classement (par semaine) | Classement (par semaine) | Classement (par semaine) | Classement (par semaine) | Classement (par semaine) |            | Jumelage - semaine 6 |
| 1   | Participant(e)         | Âge | Ville                    | 2                        | 3                        | 4                        | 5                        | 6                        | 7                        | 8                        | 9                        | 10                       | 11                       | 12                       | 13                       |                          |            | Jumelage - semaine 6 |
| --- | ---------------------- | --- | ------------------------ | ------------------------ | ------------------------ | ------------------------ | ------------------------ | ------------------------ | ------------------------ | ------------------------ | ------------------------ | ------------------------ | ------------------------ | ------------------------ | ------------------------ | ------------------------ | ---------- | -------------------- |
| 1er | Guillaume Cantin       | 29  | Québec                   | 2e                       |                          |                          |                          | 2e                       |                          |                          | 2e                       | 3e                       | 1er                      |                          | 1er                      | 1er                      | Angélique  |                      |
| 2e  | Arnaud Marchand        | 29  | Québec                   | 3e                       | 2e                       |                          | 2e                       | 1er                      |                          | 2e                       |                          |                          | 2e                       | 2e                       | D                        | 2e                       | Hugo       |                      |
| 2e  | Marjorie Maltais       | 33  | Québec                   |                          |                          | 2e                       | 1re                      |                          |                          | 3e                       |                          | 1re                      |                          | 1re                      |                          | 2e                       | Vladimir   |                      |
| 4e  | Francis Vallée         | 27  | Montréal                 |                          |                          |                          |                          |                          | 2e                       | 1er                      | 3e                       | 2e                       |                          |                          | D                        |                          | Pascal     |                      |
| 5e  | Pascal Cormier         | 30  | Montréal                 | 1er                      |                          | 3e                       |                          |                          |                          |                          |                          |                          | D                        | É                        |                          |                          | Francis    |                      |
| 6e  | Marie-Pier Morin       | 24  | Montréal                 |                          | 3e                       |                          |                          |                          |                          |                          | 1re                      |                          | D                        |                          |                          |                          | Jean-Simon |                      |
| 7e  | Hugo G St-Jacques      | 29  | Longueuil                |                          | 1er                      |                          |                          | 3e                       | 1er                      |                          |                          | É                        |                          |                          |                          |                          | Arnaud     |                      |
| 8e  | Angélique Mannella     | 27  | Mirabel                  |                          |                          |                          |                          |                          | 3e                       |                          | É                        |                          |                          |                          |                          |                          | Guillaume  |                      |
| 9e  | Jean-Simon Petit       | 24  | Montréal                 |                          |                          |                          |                          |                          |                          | É                        |                          |                          |                          |                          |                          |                          | Marie-Pier |                      |
| 10e | Vladimir Jean-Baptiste | 30  | Mont-Tremblant           |                          |                          |                          | 3e                       |                          | É                        |                          |                          |                          |                          |                          |                          |                          | Marjorie   |                      |
| 11e | Brigitte Laquerre      | 37  | Sainte-Anne-de-Sabrevois |                          |                          | 1re                      |                          | É                        |                          |                          |                          |                          |                          |                          |                          |                          |            |                      |
| 12e | Claudia Pelletier      | 22  | Sherbrooke               |                          | É                        |                          | É                        |                          |                          |                          |                          |                          |                          |                          |                          |                          |            |                      |
| 13e | Hubert D'Arcy          | 26  | Montréal                 | É                        |                          | É                        |                          |                          |                          |                          |                          |                          |                          |                          |                          |                          |            |                      |
| 14e | Érick G. Demers        | 26  | Québec                   |                          | Q                        |                          |                          |                          |                          |                          |                          |                          |                          |                          |                          |                          |            |                      |

Légende :
- Le candidat a effectué l'une des meilleures performances de la semaine.
- Le candidat a effectué l'une des moins bonnes performances de la semaine.
- Le candidat a reçu une mention spéciale.
- Le candidat a été finaliste.
- Le candidat est le gagnant de la saison.

- É - Le candidat a été éliminé.
- É - Le candidat a effectué la moins bonne performance de la semaine mais n'a pas été éliminé.
- Q - Le candidat a quitté volontairement la compétition.
- D - Le candidat a remporté le duel.
- D - Le candidat a perdu le duel et a été éliminé.

### Auditoire
Pour l'été 2010, Les Chefs! a surpris par sa popularité. L'émission a été suivie par un auditoire moyen de 729 000 soit une part de 25 %[réf. souhaitée], avec une finale qui a été regardée par 1 095 000 téléspectateurs.

## Saison 2
|     | Participant(e)        | Âge | Ville          | Classement (par semaine) | Classement (par semaine) | Classement (par semaine) | Classement (par semaine) | Classement (par semaine) | Classement (par semaine) | Classement (par semaine) | Classement (par semaine) | Classement (par semaine) | Classement (par semaine) | Classement (par semaine) |               | Jumelage (par semaine) | Jumelage (par semaine) |
| 1   | Participant(e)        | Âge | Ville          | 2                        | 3                        | 4                        | 5                        | 6                        | 7                        | 8                        | 9                        | 10                       | 11                       | 4                        | 6             |                        |                        |
| --- | --------------------- | --- | -------------- | ------------------------ | ------------------------ | ------------------------ | ------------------------ | ------------------------ | ------------------------ | ------------------------ | ------------------------ | ------------------------ | ------------------------ | ------------------------ | ------------- | ---------------------- | ---------------------- |
| 1er | Guillaume St-Pierre   | 26  | Québec         | 3e                       | 2e                       |                          |                          | 1er                      | 1er                      |                          | 2e                       | 1er                      | 2e                       | 1er                      | Philippe      | Robin                  |                        |
| 2e  | Laurence Frenette     | 21  | Montréal       | 1re                      | 3e                       | 1re                      | 1re                      |                          |                          | 2e                       |                          | D                        | 1re                      | 2e                       | Robin         | Luca                   |                        |
| 3e  | Émilie C. Brochu      | 27  | Rougemont      |                          |                          | D                        |                          |                          |                          | 1re                      | 1re                      | 2e                       | D                        | 3e                       | Luca          | Mathieu                |                        |
| 4e  | Annie Veillette       | 41  | Québec         | 2e                       |                          | 3e                       | 2e                       |                          | D                        |                          | D                        |                          | D                        |                          | Mathieu       | Philippe               |                        |
| 5e  | Mathieu Bourdages     | 26  | Montréal       |                          |                          |                          | 2e                       |                          |                          | 3e                       |                          | D                        |                          |                          | Annie         | Émilie                 |                        |
| 6e  | Robin Filteau-Boucher | 22  | Montréal       |                          |                          |                          | 1er                      |                          | 1er                      | D                        | D                        |                          |                          |                          | Laurence      | Guillaume              |                        |
| 7e  | Luca Cianciulli       | 20  | Boucherville   |                          | 1er                      | 2e                       |                          | 2e                       |                          | D                        |                          |                          |                          |                          | Émilie        | Laurence               |                        |
| 8e  | Philippe Paquette     | 21  | Cowansville    |                          |                          |                          |                          | D                        | D                        |                          |                          |                          |                          |                          | Guillaume     | Annie                  |                        |
| 9e  | Michelle Scott        | 28  | Montréal       |                          | D                        |                          | D                        | D                        |                          |                          |                          |                          |                          |                          | Jean-Philippe |                        |                        |
| 10e | Jean-Philippe Miron   | 23  | Repentigny     | D                        |                          |                          | D                        |                          |                          |                          |                          |                          |                          |                          | Michelle      |                        |                        |
| 11e | Yannick Fortin        | 23  | Gaspé          |                          |                          | D                        |                          |                          |                          |                          |                          |                          |                          |                          |               |                        |                        |
| 12e | Maxime Lemaire        | 25  | Trois-Rivières |                          | D                        |                          |                          |                          |                          |                          |                          |                          |                          |                          |               |                        |                        |
| 13e | Frédéric Savo         | 31  | Sherbrooke     | D                        |                          |                          |                          |                          |                          |                          |                          |                          |                          |                          |               |                        |                        |

Légende :
- Le candidat a effectué l'une des trois meilleures performances de la semaine.
- Le candidat a effectué l'une des moins bonnes performances de la semaine.
- Le candidat a reçu une mention spéciale.
- Le candidat a été finaliste.
- Le candidat est le gagnant de la saison.

- D - Le candidat a remporté le duel.
- D - Le candidat a perdu le duel et a été éliminé.

### Auditoire
Avec un bouche-à-oreille et une promotion solide relatant du succès de l'an dernier, l'émission Les Chefs! connaît un succès populaire encore plus considérable cette année. En date du 21 août 2011, l'auditoire moyen s'établit à 939 000 personnes, une part de 31 %.

## Saison 3
|     | Participant(e)                | Âge | Ville          | Classement (par semaine) | Classement (par semaine) | Classement (par semaine) | Classement (par semaine) | Classement (par semaine) | Classement (par semaine) | Classement (par semaine) | Classement (par semaine) | Classement (par semaine) | Classement (par semaine) | Classement (par semaine) | Classement (par semaine) |                 | Jumelage (par semaine) | Jumelage (par semaine) | Jumelage (par semaine) |
| 1   | Participant(e)                | Âge | Ville          | 2                        | 3                        | 4                        | 5                        | 6                        | 7                        | 8                        | 9                        | 10                       | 11                       | 12                       | 2                        | 6               | 8                      |                        |                        |
| --- | ----------------------------- | --- | -------------- | ------------------------ | ------------------------ | ------------------------ | ------------------------ | ------------------------ | ------------------------ | ------------------------ | ------------------------ | ------------------------ | ------------------------ | ------------------------ | ------------------------ | --------------- | ---------------------- | ---------------------- | ---------------------- |
| 1er | Dominic Jacques               | 30  | Québec         | 2e                       |                          |                          |                          |                          |                          | 2e                       | D                        | 2e                       | 1er                      | D                        | 1er                      | Fabrizia        | Doria                  | Jonathan               |                        |
| 2e  | Hakim Chajar                  | 30  | Montréal       |                          | 2e                       | 1er                      |                          | 1er                      | 1er                      |                          | 1er                      | D                        |                          | 1er                      | 2e                       | Émilie          | Fabrizia               | Sébastien              |                        |
| 3e  | Émilie Rizzetto               | 28  | Montréal       | 3e                       | 2e                       | 3e                       | 1re                      | 2e                       |                          |                          |                          | 1re                      | D                        | D                        |                          | Hakim           | Sébastien              | Doria                  |                        |
| 4e  | Doria Poirier                 | 23  | Montréal       |                          | 1re                      |                          |                          |                          |                          | D                        |                          |                          | D                        |                          |                          | Jean-Philippe   | Dominic                | Émilie                 |                        |
| 5e  | Sébastien Laframboise         | 24  | Québec         |                          |                          | 2e                       |                          |                          |                          | 1er                      | 1er                      | D                        |                          |                          |                          | Sophie          | Émilie                 | Hakim                  |                        |
| 6e  | Jonathan Rassi                | 24  | Montréal       | 1er                      |                          |                          | 2e                       |                          | D                        |                          | D                        |                          |                          |                          |                          | Constance       | Jean-Philippe          | Dominic                |                        |
| 7e  | Fabrizia Rollo                | 25  | Montréal       |                          |                          |                          | 3e                       | 3e                       | 1re                      | D                        |                          |                          |                          |                          |                          | Dominic         | Hakim                  |                        |                        |
| 8e  | Jean-Philippe Matheussen      | 24  | Montréal       |                          | 1er                      |                          | D                        | D                        | D                        |                          |                          |                          |                          |                          |                          | Doria           | Jonathan               |                        |                        |
| 9e  | Constance Tassé-Gagnon        | 24  | Montréal       | D                        |                          |                          |                          | D                        |                          |                          |                          |                          |                          |                          |                          | Jonathan        |                        |                        |                        |
| 10e | Élie Roy                      | 23  | East-Broughton |                          | D                        | D                        | D                        |                          |                          |                          |                          |                          |                          |                          |                          | Pierre-Laurence |                        |                        |                        |
| 11e | Sophie Véronneau              | 31  | Montréal       |                          |                          | D                        |                          |                          |                          |                          |                          |                          |                          |                          |                          | Sébastien       |                        |                        |                        |
| 12e | Pierre-Laurence Valton-Simard | 29  | Québec         |                          | D                        |                          |                          |                          |                          |                          |                          |                          |                          |                          |                          | Élie            |                        |                        |                        |
| 13e | Patrick Lussier               | 25  | Brossard       | D                        |                          |                          |                          |                          |                          |                          |                          |                          |                          |                          |                          |                 |                        |                        |                        |

Légende :
- Le candidat a effectué l'une des meilleures performances de la semaine.
- Le candidat a effectué l'une des moins bonnes performances de la semaine.
- Le candidat a reçu une mention spéciale.
- Le candidat a effectué l'une des meilleures performances de la semaine et a reçu une mention spéciale.
- Le candidat a été finaliste.
- Le candidat est le gagnant de la saison.

- D - Le candidat a remporté le duel.
- D - Le candidat a perdu le duel et a été éliminé.

## Saison 4
Pour la 4e saison Élyse Marquis se joint à Daniel Vézina à l'animation de la série. La diffusion a débuté le lundi 17 juin 2013 à 20 h HAE toujours sur les ondes de Radio-Canada.
|     | Participant(e)            | Âge | Ville                    | Classement (par semaine) | Classement (par semaine) | Classement (par semaine) | Classement (par semaine) | Classement (par semaine) | Classement (par semaine) | Classement (par semaine) | Classement (par semaine) | Classement (par semaine) | Classement (par semaine) | Classement (par semaine) | Classement (par semaine) |           | Jumelage - semaine 2 |
| 1   | Participant(e)            | Âge | Ville                    | 2                        | 3                        | 4                        | 5                        | 6                        | 7                        | 8                        | 9                        | 10                       | 11                       | 12                       |                          |           | Jumelage - semaine 2 |
| --- | ------------------------- | --- | ------------------------ | ------------------------ | ------------------------ | ------------------------ | ------------------------ | ------------------------ | ------------------------ | ------------------------ | ------------------------ | ------------------------ | ------------------------ | ------------------------ | ------------------------ | --------- | -------------------- |
| 1er | Jérôme Rouault            | 28  | Montréal                 |                          | 1er                      |                          | 2e                       | 1er                      |                          |                          | 2e                       | 2e                       | D                        | 1er                      | 1er                      | Marie-Ève |                      |
| 2e  | Isabelle Deschamps-Plante | 30  | Québec                   |                          | 2e                       |                          |                          |                          |                          | 2e                       | D                        | D                        | 1re                      | D                        | 2e                       | Robert    |                      |
| 3e  | Frédéric Dufort-Béland    | 25  | Sainte-Julie             |                          | 3e                       |                          | D                        | 3e                       | 2e                       | 1er                      | 1er                      | 1er                      |                          | D                        |                          | Ashley    |                      |
| 4e  | Ashley Thornton           | 24  | Montréal                 | 3e                       | 3e                       |                          |                          | 2e                       | 1re                      | D                        |                          |                          | D                        |                          |                          | Frédéric  |                      |
| 5e  | Olivier Godbout           | 30  | Saint-Ferréol-les-Neiges | 1er                      |                          |                          |                          |                          | 3e                       |                          |                          | D                        |                          |                          |                          | Aurélie   |                      |
| 6e  | Dominique Dion            | 27  | Québec                   | 2e                       |                          | 2e                       |                          |                          | D                        |                          | D                        |                          |                          |                          |                          | Sylvain   |                      |
| 7e  | Sylvain Boucher           | 27  | La Prairie               | D                        |                          | 1er                      |                          |                          |                          | D                        |                          |                          |                          |                          |                          | Dominique |                      |
| 8e  | David Godin-Pelletier     | 22  | Saint-Philippe           |                          | D                        |                          | 1er                      | D                        | D                        |                          |                          |                          |                          |                          |                          | Ricardo   |                      |
| 9e  | Aurélie Feverstein        | 25  | Montréal                 |                          |                          | 3e                       |                          | D                        |                          |                          |                          |                          |                          |                          |                          | Olivier   |                      |
| 10e | Marie-Ève Jobin           | 27  | Saint-Jean-Chrysostome   |                          | 1re                      | D                        | D                        |                          |                          |                          |                          |                          |                          |                          |                          | Jérôme    |                      |
| 11e | Robert Kaniak             | 29  | Montréal                 |                          | 2e                       | D                        |                          |                          |                          |                          |                          |                          |                          |                          |                          | Isabelle  |                      |
| 12e | Ricardo Savaria Ramirez   | 24  | Montréal                 |                          | D                        |                          |                          |                          |                          |                          |                          |                          |                          |                          |                          | David     |                      |
| 13e | Alexandre Dufour          | 21  | Montréal                 | D                        |                          |                          |                          |                          |                          |                          |                          |                          |                          |                          |                          |           |                      |

Légende :
- Le candidat a effectué l'une des meilleures performances de la semaine.
- Le candidat a effectué l'une des moins bonnes performances de la semaine.
- Le candidat a reçu une mention spéciale.
- Le candidat a effectué l'une des meilleures performances de la semaine et a reçu une mention spéciale.
- Le candidat a été finaliste.
- Le candidat est le gagnant de la saison.

- D - Le candidat a remporté le duel.
- D - Le candidat a perdu le duel et a été éliminé.

## Saison 5
Cette saison est une édition spéciale qui reprend les mêmes candidats lors des 4 dernières saisons, de ceux qui ont été éliminés dernièrement. 12 candidats, maintenant chefs, ont été sélectionnés pour donner une deuxième chance pour se rendre et gagner la finale. De ce fait, le logo a été légèrement modifié en ajoutant le sous-titre : la revanche.
|     | Participant(e)            | Âge | Ville        | Classement (par semaine) | Classement (par semaine) | Classement (par semaine) | Classement (par semaine) | Classement (par semaine) | Classement (par semaine) | Classement (par semaine) | Classement (par semaine) | Classement (par semaine) | Classement (par semaine) |                        | Jumelage - Semaine 1 | Adversaire - Semaine 5 |
| 1   | Participant(e)            | Âge | Ville        | 2                        | 3                        | 4                        | 5                        | 6                        | 7                        | 8                        | 9                        | 10                       |                          |                        | Jumelage - Semaine 1 | Adversaire - Semaine 5 |
| --- | ------------------------- | --- | ------------ | ------------------------ | ------------------------ | ------------------------ | ------------------------ | ------------------------ | ------------------------ | ------------------------ | ------------------------ | ------------------------ | ------------------------ | ---------------------- | -------------------- | ---------------------- |
| 1er | Hakim Chajar              | 32  | Montréal     | 1er                      |                          | 3e                       |                          | 1er                      | 1er                      | 3e                       | D                        | 2e                       | 1er                      | Robin & Sébastien      | Jonathan             |                        |
| 2e  | Isabelle Deschamps Plante | 31  | Québec       |                          | 2e                       |                          |                          | 1re                      |                          |                          | 2e                       | 1re                      | 2e                       | Constance & Marie-Pier | Hugo                 |                        |
| 3e  | Jonathan Rassi            | 26  | Montréal     |                          | 1er                      |                          |                          |                          |                          | 2e                       | 1er                      | D                        | 3e                       | Frédéric & Hugo        | Hakim                |                        |
| 4e  | Marie-Pier Morin          | 28  | Montréal     |                          | 3e                       |                          | 2e                       | D                        | D                        | 1re                      |                          | D                        |                          | Constance & Isabelle   | Marjorie             |                        |
| 5e  | Ashley Thornton           | 25  | Montréal     | D                        |                          | 2e                       |                          | 1re                      | 2e                       | D                        | D                        |                          |                          | Fabrizia & Marjorie    | Frédéric             |                        |
| 6e  | Marjorie Maltais          | 37  | Québec       | D                        | D                        |                          | 1re                      | 1re                      |                          | D                        |                          |                          |                          | Ashley & Fabrizia      | Marie-Pier           |                        |
| 7e  | Frédéric Dufort-Béland    | 26  | Sainte-Julie |                          |                          | 1er                      | D                        |                          | D                        |                          |                          |                          |                          | Hugo & Jonathan        | Ashley               |                        |
| 8e  | Hugo Giroux Saint-Jacques | 33  | Longueuil    |                          |                          | D                        |                          | D                        |                          |                          |                          |                          |                          | Frédéric & Jonathan    | Isabelle             |                        |
| 9e  | Sébastien Laframboise     | 26  | Québec       | 1er                      |                          |                          | D                        |                          |                          |                          |                          |                          |                          | Hakim & Robin          |                      |                        |
| 10e | Robin Filteau-Boucher     | 25  | Montréal     | 1er                      |                          | D                        |                          |                          |                          |                          |                          |                          |                          | Hakim & Sébastien      |                      |                        |
| 11e | Constance Tassé-Gagnon    | 26  | Montréal     |                          | D                        |                          |                          |                          |                          |                          |                          |                          |                          | Isabelle & Marie-Pier  |                      |                        |
| 12e | Fabrizia Rollo            | 27  | Montréal     | D                        |                          |                          |                          |                          |                          |                          |                          |                          |                          | Ashley & Marjorie      |                      |                        |

Légende :
- Le candidat a effectué l'une des meilleures performances de la semaine.
- Le candidat a effectué l'une des moins bonnes performances de la semaine.
- Le candidat a été finaliste.
- Le candidat est le gagnant de la saison.

- D - Le candidat a remporté le duel.
- D - Le candidat a perdu le duel et a été éliminé.

## Saison 6
|     | Particitant(e)           | Âge | Ville                    | Classement (par semaine) | Classement (par semaine) | Classement (par semaine) | Classement (par semaine) | Classement (par semaine) | Classement (par semaine) | Classement (par semaine) | Classement (par semaine) | Classement (par semaine) | Classement (par semaine) |        | Brigade (par semaine) | Brigade (par semaine) | Brigade (par semaine) | Brigade (par semaine) | Brigade (par semaine) |
| 1   | Particitant(e)           | Âge | Ville                    | 2                        | 3                        | 4                        | 5                        | 6                        | 7                        | 8                        | 9                        | 10                       | 1 à 4                    | 5 et 6 | 7 et 8                | 9                     | 10                    |                       |                       |
| --- | ------------------------ | --- | ------------------------ | ------------------------ | ------------------------ | ------------------------ | ------------------------ | ------------------------ | ------------------------ | ------------------------ | ------------------------ | ------------------------ | ------------------------ | ------ | --------------------- | --------------------- | --------------------- | --------------------- | --------------------- |
| 1er | Francis Pouliot          | 31  | Québec                   | C                        |                          |                          |                          |                          |                          |                          | C                        | C                        | 1er                      | Noir   | Noir                  | Blanc                 | Noir                  | Blanc                 |                       |
| 2e  | Antoine Corriveau        | 24  | Québec                   |                          |                          |                          |                          | C                        |                          |                          | C                        |                          | 2e                       | Noir   | Noir                  | Noir                  | Noir                  | Noir                  |                       |
| 3e  | Cédric St-Pierre         | 27  | Montréal                 | C                        |                          |                          |                          |                          | C                        |                          |                          | E                        |                          | Blanc  | Blanc                 | Blanc                 | Blanc                 | Noir                  |                       |
| 3e  | Suzy Rainville           | 24  | Sainte-Eulalie           |                          |                          |                          | C                        |                          |                          | C                        |                          | C                        |                          | Blanc  | Blanc                 | Blanc                 | Blanc                 | Noir                  |                       |
| 5e  | Pierre-Olivier Pelletier | 23  | Saint-Éloi               |                          |                          | C                        |                          |                          | C                        |                          | E                        |                          |                          | Blanc  | Noir                  | Noir                  |                       | Blanc                 |                       |
| 6e  | Julie Flynn-Robitaille   | 29  | Laval                    |                          |                          |                          | C                        |                          |                          | C                        |                          |                          |                          | Noir   | Noir                  | Noir                  |                       | Blanc                 |                       |
| 7e  | Yacir Nakhkhaly          | 29  | Marrakech, Maroc         |                          |                          |                          |                          | C                        | E                        |                          |                          |                          |                          | Blanc  | Blanc                 |                       |                       | Blanc                 |                       |
| 8e  | Roxanne Desrosiers       | 32  | Saguenay                 |                          | C                        |                          |                          | E                        |                          |                          |                          |                          |                          | Blanc  | Blanc                 |                       |                       | Noir                  |                       |
| 9e  | Anthony Bardier          | 23  | Saint-Jérôme             |                          | C                        |                          | E                        |                          |                          |                          |                          |                          |                          | Noir   |                       |                       |                       | Blanc                 |                       |
| 10e | Valérie Ménard           | 33  | Levallois-Perret, France |                          |                          | C                        |                          |                          |                          |                          |                          |                          |                          | Noir   |                       |                       |                       | Noir                  |                       |
| 11e | Elliott Paris            | 26  | Saint-Alfred             |                          | E                        |                          |                          |                          |                          |                          |                          |                          |                          | Noir   |                       |                       |                       | Noir                  |                       |
| 12e | Xavier Péloquin          | 25  | Québec                   | E                        |                          |                          |                          |                          |                          |                          |                          |                          |                          | Blanc  |                       |                       |                       | Blanc                 |                       |

Légende :
- Le candidat fait partie de la brigade gagnante de la semaine.
- Le candidat a effectué l'une des moins bonnes performances de la semaine et participera au défi ultime.
- Le candidat a été finaliste.
- Le candidat est le gagnant de la saison.

- C - Le candidat était le chef de sa brigade.
- E - Le candidat a perdu le défi ultime et est éliminé.
- C - Le candidat était le chef de sa brigade et a perdu le défi ultime et est éliminé.

## Saison 7
|     | Particitant(e)          | Âge | Ville          | Classement (par semaine) | Classement (par semaine) | Classement (par semaine) | Classement (par semaine) | Classement (par semaine) | Classement (par semaine) | Classement (par semaine) | Classement (par semaine) | Classement (par semaine) | Classement (par semaine) |                   | Jumelage - semaine 5 |
| 1   | Particitant(e)          | Âge | Ville          | 2                        | 3                        | 4                        | 5                        | 6                        | 7                        | 8                        | 9                        | 10                       |                          |                   | Jumelage - semaine 5 |
| --- | ----------------------- | --- | -------------- | ------------------------ | ------------------------ | ------------------------ | ------------------------ | ------------------------ | ------------------------ | ------------------------ | ------------------------ | ------------------------ | ------------------------ | ----------------- | -------------------- |
| 1re | Ann-Rika Martin         | 27  | Lévis          |                          | 1re                      | 3e                       | 3e                       | D                        |                          |                          |                          | 1re                      | 1re                      | Samuel            |                      |
| 2e  | Romain Abrivard         | 30  | Montréal       |                          |                          | 4e                       |                          |                          | D                        | D                        | 1er                      | 2e                       | 2e                       | Fanny             |                      |
| 3e  | Laurent Bouchard        | 21  | Montréal       | 3e                       | 2e                       |                          |                          |                          | 2e                       | 1er                      | 2e                       | D                        | 3e                       | Anthony           |                      |
| 4e  | Anthony Bottazzi        | 27  | Laval          | 1er                      | 3e                       | 1er                      |                          |                          |                          | 2e                       | D                        | D                        |                          | Laurent           |                      |
| 5e  | Sidney Gordon           | 27  | Montréal       |                          |                          |                          | 2e                       | 1er                      | 1er                      |                          | D                        |                          |                          | François-Emmanuel |                      |
| 6e  | Fanny Lehouiller        | 26  | Québec         | 2e                       |                          |                          | 1re                      |                          |                          | D                        |                          |                          |                          | Romain            |                      |
| 7e  | François-Emmanuel Nicol | 25  | Québec         |                          |                          | 2e                       |                          | 1er                      | D                        |                          |                          |                          |                          | Sidney            |                      |
| 8e  | Samuel Chastenay-Joseph | 26  | Québec         |                          | D                        | D                        | D                        | D                        |                          |                          |                          |                          |                          | Ann-Rika          |                      |
| 9e  | Mélissa Dagenais        | 32  | Saint-Colomban |                          |                          |                          | D                        |                          |                          |                          |                          |                          |                          |                   |                      |
| 10e | Selven Mooneesawmy      | 33  | Montréal       | D                        |                          | D                        |                          |                          |                          |                          |                          |                          |                          |                   |                      |
| 11e | Marie-Catherine Lake    | 26  | Boucherville   |                          | D                        |                          |                          |                          |                          |                          |                          |                          |                          |                   |                      |
| 12e | Olivier Archambault     | 26  | Montréal       | D                        |                          |                          |                          |                          |                          |                          |                          |                          |                          |                   |                      |

Légende :
- Le candidat a effectué l'une des meilleures performances de la semaine.
- Le candidat a effectué l'une des moins bonnes performances de la semaine.
- Le candidat a été finaliste.
- Le candidat est le gagnant de la saison.

- D - Le candidat a remporté le duel.
- D - Le candidat a perdu le duel et a été éliminé.

## Saison 8
| 1er | Antoine Baillargeon   | 33 | Montréal                   | 2e  | 1er |     | 3e  | 1er |     |     | 1er | 1er | 1er |  |  |  |  |  |  |
| 2e  | Laurent Matte-Boily   | 26 | Stoneham-et-Tewkesbury     | 3e  |     | 1er | 2e  |     | 3e  | 2e  |     |     | 2e  |  |  |  |  |  |  |
| 3e  | Andrée-Ann Lachance   | 28 | Québec                     |     |     |     |     |     | 1er | 3e  | D   | D   | 3e  |  |  |  |  |  |  |
| 4e  | Marc-Antoine Lacasse  | 23 | Sainte-Thérèse             |     | 2e  |     |     | D   | D   | D   |     | D   |     |  |  |  |  |  |  |
| 5e  | Clément Bellaigue     | 27 | Montréal                   |     | 4e  | 2e  | 1er | 2e  |     | 1er | D   |     |     |  |  |  |  |  |  |
| 6e  | Ashley L'Écuyer       | 30 | Montréal                   | D   | D   | 3e  |     | 1er | 2e  | D   |     |     |     |  |  |  |  |  |  |
| 7e  | Xavier Duhamel-Pard   | 22 | Saint-Bruno-de-Montarville |     |     |     |     | 2e  | D   |     |     |     |     |  |  |  |  |  |  |
| 8e  | Rémi Harvey           | 32 | Québec                     | 1er | 3e  | D   | D   | D   |     |     |     |     |     |  |  |  |  |  |  |
| 9e  | Paméla Dalpé          | 22 | Longueuil                  |     |     |     | D   |     |     |     |     |     |     |  |  |  |  |  |  |
| 10e | Adam Duquette-Ferland | 27 | Saint-Jean-sur-Richelieu   |     |     | D   |     |     |     |     |     |     |     |  |  |  |  |  |  |
| 11e | Frédérick Foisy       | 23 | Montréal                   |     | D   |     |     |     |     |     |     |     |     |  |  |  |  |  |  |
| 12e | Mélodie Momy          | 35 | Montréal                   | D   |     |     |     |     |     |     |     |     |     |  |  |  |  |  |  |

Légende :
- Le candidat a effectué l'une des meilleures performances de la semaine.
- Le candidat a effectué l'une des moins bonnes performances de la semaine.
- Le candidat a été finaliste.
- Le candidat est le gagnant de la saison.

- D - Le candidat a remporté le duel.
- D - Le candidat a perdu le duel et a été éliminé.

## Saison 9
|     | Participant(e)                | Âge | Ville                 | Classement (par semaine) | Classement (par semaine) | Classement (par semaine) | Classement (par semaine) | Classement (par semaine) | Classement (par semaine) | Classement (par semaine) | Classement (par semaine) | Classement (par semaine) | Classement (par semaine) |  |
| 1   | Participant(e)                | Âge | Ville                 | 2                        | 3                        | 4                        | 5                        | 6                        | 7                        | 8                        | 9                        | 10                       |                          |  |
| --- | ----------------------------- | --- | --------------------- | ------------------------ | ------------------------ | ------------------------ | ------------------------ | ------------------------ | ------------------------ | ------------------------ | ------------------------ | ------------------------ | ------------------------ |  |
| 1er | Alex Bouchard                 | 26  | Québec                |                          |                          | 1er                      | 3e                       | 2e                       | 1er                      |                          |                          | 1er                      | 1er                      |  |
| 2e  | Brenda Poirier                | 26  | La Doré               |                          |                          |                          |                          |                          | 1re                      |                          | 1re                      | 2e                       | 2e                       |  |
| 3e  | Mark Heinz Gutenkunst         | 30  | Montréal              | 1er                      | D                        |                          | 2e                       |                          |                          | D                        | 2e                       |                          | 3e                       |  |
| 4e  | Jules Bruneau-Frenette        | 26  | Montréal              | 2e                       |                          | D                        |                          | D                        |                          |                          |                          | D                        | 4e                       |  |
| 5e  | Pierre-Alexandre Gervais      | 26  | Québec                | 3e                       | 1er                      |                          |                          |                          |                          | 1er                      | D                        | D                        |                          |  |
| 6e  | Nikolas Fulop                 | 25  | Montréal              |                          | 2e                       | 1er                      | 1er                      | D                        |                          | 2e                       | D                        |                          |                          |  |
| 7e  | Sandra Brosseau               | 36  | Longueuil             |                          |                          |                          |                          | 1re                      |                          | D                        |                          |                          |                          |  |
| 8e  | Julien Phavorachith           | 25  | Montréal              |                          | 1er                      |                          | D                        | D                        |                          |                          |                          |                          |                          |  |
| 9e  | Maxim Bédard                  | 28  | Montréal              |                          | D                        |                          | D                        |                          |                          |                          |                          |                          |                          |  |
| 10e | Chloé Ouellet                 | 23  | Saint-Léonard-d'Aston |                          | 2e                       | D                        |                          |                          |                          |                          |                          |                          |                          |  |
| 11e | David-Jonathan Ferron-Germain | 32  | Magog                 |                          | D                        |                          |                          |                          |                          |                          |                          |                          |                          |  |
| 11e | Patrick Sénécal Mastropaolo   | 28  | Montréal              | D                        | D                        |                          |                          |                          |                          |                          |                          |                          |                          |  |
| 13e | Maud Nyfeler                  | 27  | Terrebonne            | D                        |                          |                          |                          |                          |                          |                          |                          |                          |                          |  |

Légende :
- Le candidat a effectué l'une des meilleures performances de la semaine.
- Le candidat a effectué l'une des moins bonnes performances de la semaine.
- Le candidat a effectué l'une des meilleures performances de la semaine et a reçu une mention spéciale.
- Le candidat a été finaliste.
- Le candidat est le gagnant de la saison.

- D - Le candidat a remporté le duel.
- D - Le candidat a perdu le duel et a été éliminé.

## Saison 10
|     | Participant(e)             | Âge | Ville     | Classement (par semaine) | Classement (par semaine) | Classement (par semaine) | Classement (par semaine) | Classement (par semaine) | Classement (par semaine) | Classement (par semaine) | Classement (par semaine) | Classement (par semaine) | Classement (par semaine) |               | Jumelage - Semaine 2 | Équipe - Semaine 4 |
| 1   | Participant(e)             | Âge | Ville     | 2                        | 3                        | 4                        | 5                        | 6                        | 7                        | 8                        | 9                        | 10                       |                          |               | Jumelage - Semaine 2 | Équipe - Semaine 4 |
| --- | -------------------------- | --- | --------- | ------------------------ | ------------------------ | ------------------------ | ------------------------ | ------------------------ | ------------------------ | ------------------------ | ------------------------ | ------------------------ | ------------------------ | ------------- | -------------------- | ------------------ |
| 1er | Camilo Nascimento-Lapointe | 23  | Montréal  | 2e                       | 1er                      | 3e                       | 1er                      | 2e                       |                          |                          | 2e                       |                          | 1er                      | Marysoleil    | Mauve                |                    |
| 2e  | Guillaume Couture          | 27  | Montréal  |                          | 2e                       | 1er                      |                          | 3e                       | 3e                       | 2e                       | 1er                      | 1er                      | 2e                       | Romain        | Verte                |                    |
| 3e  | Sébastien Rémillard        | 24  | Québec    | 1er                      |                          |                          |                          | 1er                      | 1er                      |                          |                          | D                        | 3e                       | Marilou       | Mauve                |                    |
| 4e  | Marilou Lemay              | 33  | Québec    |                          |                          | 3e                       | 1er                      |                          | D                        | 1er                      | D                        | D                        |                          | Sébastien     | Jaune                |                    |
| 5e  | Renaud-Philip Méthot       | 24  | Beloeil   | 3e                       |                          |                          | D                        | D                        | 2e                       |                          | D                        |                          |                          | Marie-Ève     | Jaune                |                    |
| 6e  | Marie-Ève Gingras          | 24  | Gatineau  |                          |                          | D                        | 1er                      |                          | D                        |                          |                          |                          |                          | Renaud-Philip | Verte                |                    |
| 7e  | Julien Rochard             | 39  | Tadoussac | D                        | D                        |                          | D                        |                          | D                        |                          |                          |                          |                          | Andrew        | Mauve                |                    |
| 8e  | Romain Lefebvre            | 22  | Montréal  |                          | 2e                       | 2e                       |                          | D                        |                          |                          |                          |                          |                          | Guillaume     | Jaune                |                    |
| 9e  | Christophe Wong Tremblay   | 27  | Montréal  |                          | D                        |                          | D                        |                          |                          |                          |                          |                          |                          | Virginie      | Verte                |                    |
| 10e | Marysoleil Miron-Bonsant   | 27  | Montréal  |                          | 1er                      | D                        |                          |                          |                          |                          |                          |                          |                          | Camilo        |                      |                    |
| 11e | Andrew Cartonnet           | 28  | Montréal  |                          | D                        |                          |                          |                          |                          |                          |                          |                          |                          | Julien        |                      |                    |
| 11e | Virginie Picard            | 23  | Montréal  |                          | D                        |                          |                          |                          |                          |                          |                          |                          |                          | Christophe    |                      |                    |
| 13e | Jerry Julien               | 35  | Montréal  | D                        |                          |                          |                          |                          |                          |                          |                          |                          |                          |               |                      |                    |

Légende :
- Le candidat a effectué l'une des meilleures performances de la semaine.
- Le candidat a effectué l'une des moins bonnes performances de la semaine.
- Le candidat a reçu une mention spéciale.
- Le candidat a effectué l'une des meilleures performances de la semaine et a reçu une mention spéciale.
- Le candidat a été finaliste.
- Le candidat est le gagnant de la saison.

- D - Le candidat a remporté le duel.
- D - Le candidat a perdu le duel et a été éliminé.

## Saison 11
La diffusion commence le 18 avril 2022 et la saison est réalisée par Jill Niquet-Joyal. Les chefs Pasquale Vari, Jean-Luc Boulay et Normand Laprise composent le panel de juges habituels, auquel s'ajoute la cheffe Isabelle Deschamps-Plante. La mentore de la saison est Colombe St-Pierre. La saison, à l'instar des quatre précédentes, est animée par Élyse Marquis.
La cheffe Fisun Ercan est invitée à présenter le défi lors de la huitième semaine.
|     | Participant(e)          | Âge | Ville           | Classement (par semaine) | Classement (par semaine) | Classement (par semaine) | Classement (par semaine) | Classement (par semaine) | Classement (par semaine) | Classement (par semaine) | Classement (par semaine) | Classement (par semaine) | Classement (par semaine) |                 | Jumelage  | Jumelage  | Jumelage        | Jumelage |
| 1   | Participant(e)          | Âge | Ville           | 2                        | 3                        | 4                        | 5                        | 6                        | 7                        | 8                        | 9                        | 10                       | Semaine 2                | Semaine 4       | Semaine 5 | Semaine 7 |                 |          |
| --- | ----------------------- | --- | --------------- | ------------------------ | ------------------------ | ------------------------ | ------------------------ | ------------------------ | ------------------------ | ------------------------ | ------------------------ | ------------------------ | ------------------------ | --------------- | --------- | --------- | --------------- | -------- |
| 1er | Jean-Christophe Beaudin | 30  | Montréal        |                          | 1re                      | 2e                       | D                        |                          |                          | D                        |                          | 1re                      | 1er                      | Adrian          | Rouge     | Jaune     | Andersen        |          |
| 2e  | Elliot Beaudoin         | 27  | Québec          | 2e                       | 2e                       |                          | 1re                      |                          |                          | D                        |                          | 2e                       | 2e                       | Amine           | Jaune     | Rouge     | Adrian          |          |
| 3e  | Anthony Vien            | 25  | Québec          | 1re                      |                          |                          |                          |                          | 2e                       | 1re                      |                          | D                        | 3e                       | Marie           | Mauve     | Rouge     | Amine           |          |
| 4e  | Amine Laabi             | 29  | Laval           | 3e                       | 2e                       |                          | D                        | 1re                      | 1re                      | 1re                      | 1re                      |                          | 4e                       | Elliot          | Rouge     | Jaune     | Anthony         |          |
| 5e  | Adrian Pastor           | 30  | Rimouski        |                          | 1re                      | 3e                       |                          | D                        |                          | D                        | 2e                       | D                        |                          | Jean-Christophe | Mauve     | Rouge     | Elliot          |          |
| 6e  | Andersen Lee            | 23  | Brossard        |                          | D                        | 1re                      | 1re                      | 1re                      | D                        | D                        |                          |                          |                          | Brian           | Jaune     | Rouge     | Jean-Christophe |          |
| 7e  | Audrey Sévigny          | 30  | Bromont         |                          |                          | D                        | 1re                      |                          | D                        |                          |                          |                          |                          | Emmy            | Jaune     | Jaune     |                 |          |
| 8e  | Emmy Plante             | 23  | Lévis           |                          |                          |                          |                          | D                        |                          |                          |                          |                          |                          | Audrey          | Mauve     | Jaune     |                 |          |
| 9e  | Brian Thibodeau         | 28  | Montréal        | D                        | D                        |                          | D                        |                          |                          |                          |                          |                          |                          | Andersen        | Rouge     |           |                 |          |
| 10e | Marie Lamoureux         | 26  | Granby          |                          |                          | D                        |                          |                          |                          |                          |                          |                          |                          | Anthony         |           |           |                 |          |
| 11e | Jérémy Peake            | 27  | Sainte-Julie    |                          | D                        |                          |                          |                          |                          |                          |                          |                          |                          | Marc            |           |           |                 |          |
| 12e | Marc Proulx             | 28  | Stanbridge East |                          | D                        |                          |                          |                          |                          |                          |                          |                          |                          | Jérémy          |           |           |                 |          |
| 13e | Philippe Szeto          | 28  | Lévis           | D                        |                          |                          |                          |                          |                          |                          |                          |                          |                          |                 |           |           |                 |          |

Légende :
- Le candidat a effectué l'une des meilleures performances de la semaine.
- Le candidat a effectué la meilleure performance de son groupe.
- Le candidat a effectué l'une des moins bonnes performances de la semaine.
- Le candidat a effectué l'une des meilleures performances de la semaine et a participé à un duel entre gagnants, mais ne l'a pas remporté.
- Le candidat a effectué l'une des meilleures performances de la semaine et a été couronné vainqueur d'un duel entre gagnants.
- Le candidat a été finaliste.
- Le candidat est le gagnant de la saison.

- D - Le candidat a remporté le duel.
- D - Le candidat a perdu le duel et a été éliminé.

## Saison 12
La diffusion de la douzième saison commence le 10 avril 2023 et se termine avec la grande finale le 12 juin 2023 après 10 épisodes. Le grand gagnant est Ronan Ulliac, français originaire de Nantes résidant au Québec depuis 4 ans au moment du concours.
Lors de la quatrième semaine de compétition, la créatrice de parfum Ruby Brown est invitée à présenter le défi.
|     | Participant(e)             | Âge | Ville            | Classement (par semaine) | Classement (par semaine) | Classement (par semaine) | Classement (par semaine) | Classement (par semaine) | Classement (par semaine) | Classement (par semaine) | Classement (par semaine) | Classement (par semaine) | Classement (par semaine) |                | Jumelage  | Jumelage  | Jumelage  | Jumelage | Jumelage |
| 1   | Participant(e)             | Âge | Ville            | 2                        | 3                        | 4                        | 5                        | 6                        | 7                        | 8                        | 9                        | 10                       | Semaine 2                | Semaine 2      | Semaine 3 | Semaine 4 | Semaine 7 |          |          |
| 1   | Participant(e)             | Âge | Ville            | 2                        | 3                        | 4                        | 5                        | 6                        | 7                        | 8                        | 9                        | 10                       | Équipe                   | Équipe adverse | Semaine 3 | Semaine 4 | Semaine 7 |          |          |
| --- | -------------------------- | --- | ---------------- | ------------------------ | ------------------------ | ------------------------ | ------------------------ | ------------------------ | ------------------------ | ------------------------ | ------------------------ | ------------------------ | ------------------------ | -------------- | --------- | --------- | --------- | -------- | -------- |
| 1er | Ronan Ulliac               | 28  | Montréal         | 2e                       | D                        |                          | 3e                       | 2e                       | 2e                       |                          |                          | 1er                      | 1er                      | Bleu           | Vert      | Blanc     | Bleu      | David    |          |
| 2e  | Michael Ho                 | 26  | Montréal         |                          |                          |                          | 2e                       | 2e                       | 1re                      | D                        | 1re                      |                          | 2e                       | Mauve          | Rose      | Blanc     | Bleu      | Félix    |          |
| 3e  | Élodie Larivière           | 36  | North Hatley     | 1re                      |                          |                          |                          |                          |                          | 1er                      | 2e                       | D                        | 3e                       | Rouge          | Orange    | Blanc     | Orange    | Raphaël  |          |
| 4e  | Raphaël Théberge           | 32  | Québec           | D                        |                          |                          |                          | D                        | 3e                       | 1er                      | D                        | D                        |                          | Vert           | Bleu      | Blanc     | Orange    | Élodie   |          |
| 5e  | David Giroux               | 24  | Sainte-Thérèse   |                          |                          |                          | 1re                      | 1re                      |                          |                          | D                        |                          |                          | Rose           | Mauve     | Blanc     | Vert      | Ronan    |          |
| 6e  | Félix Emery                | 28  | Montréal         |                          | D                        | D                        |                          |                          | D                        | D                        |                          |                          |                          | Bleu           | Vert      | Gris      | Vert      | Michael  |          |
| 7e  | Gabriel Gervais            | 26  | Montréal         |                          |                          | D                        | D                        |                          | D                        |                          |                          |                          |                          | Rose           | Mauve     | Gris      | Orange    |          |          |
| 8e  | Émilie Bégin               | 30  | Montréal         |                          |                          |                          | D                        | D                        |                          |                          |                          |                          |                          | Mauve          | Rose      | Gris      | Bleu      |          |          |
| 9e  | Valeria Gonzalez Rodriguez | 30  | Whistler (C.-B.) | 3e                       |                          | D                        | D                        |                          |                          |                          |                          |                          |                          | Vert           | Bleu      | Gris      | Vert      |          |          |
| 10e | Charles-Antoine Sirois     | 26  | Québec           | D                        |                          | D                        |                          |                          |                          |                          |                          |                          |                          | Rouge          | Orange    | Gris      |           |          |          |
| 11e | Olivier Graton             | 26  | Montréal         |                          | D                        |                          |                          |                          |                          |                          |                          |                          |                          | Orange         | Rouge     |           |           |          |          |
| 11e | Cédrick Gouge              | 28  | Québec           |                          | D                        |                          |                          |                          |                          |                          |                          |                          |                          | Orange         | Rouge     |           |           |          |          |
| 13e | Samuel Boyer               | 28  | Blainville       | D                        |                          |                          |                          |                          |                          |                          |                          |                          |                          |                |           |           |           |          |          |

Légende :
- Le candidat a effectué l'une des meilleures performances de la semaine.
- Le candidat a effectué l'une des moins bonnes performances de la semaine.
- Le candidat a reçu une mention spéciale.
- Le candidat a effectué l'une des meilleures performances de la semaine et a reçu une mention spéciale.
- Le candidat a été finaliste.
- Le candidat est le gagnant de la saison.

- D - Le candidat a remporté le duel.
- D - Le candidat a perdu le duel et a été éliminé.

### Auditoire
Les cotes d'écoutes de la 12e saison demeurent très bonnes, avec une moyenne de 814 000 spectateurs en moyenne par émission, une part de 27%, auxquels s'ajoutent 970 000 écoutes au total sur la plateforme web. Ces chiffres représentent une augmentation de respectivement 10% et 18% par rapport à la saison précédente.

## Saison 13
En décembre 2023, un article paru dans le quotidien La Presse annonce un changement de formule pour la 13e saison, sous-titrée « L'affrontement ». À l'instar de la saison 5, cette saison réunit 12 aspirants-chefs ayant déjà pris part à la compétition lors de saisons précédentes, en plus d'une personne recrutée lors d'une audition. Le gagnant de cette audition est Collin Stohbach ; les deux autres participants, Yoann Van Der Berg et Emmanuelle Gignac-Brassard, prendront part à la saison suivante.
La diffusion commence le 8 avril 2024. Lors de la quatrième semaine de compétition, Elliott Kobelansky, champion du monde du cube Rubik à l'aveugle, est invité à présenter le défi. Le défi de la septième semaine de compétition est présenté par l'humoriste, poète et acteur Emmanuel Bilodeau. Liza Frulla et Jean-François Lépine sont invités à déguster le défi et à attribuer une mention spéciale à l'occasion des quarts de finale.
|     | Participant(e)        | Âge | Ville          | Classement (par semaine) | Classement (par semaine) | Classement (par semaine) | Classement (par semaine) | Classement (par semaine) | Classement (par semaine) | Classement (par semaine) | Classement (par semaine) | Classement (par semaine) | Classement (par semaine) |            | Jumelage     | Jumelage |
| 1   | Participant(e)        | Âge | Ville          | 2                        | 3                        | 4                        | 5                        | 6                        | 7                        | 8                        | 9                        | 10                       | Semaine 2                | Semaine 5  |              |          |
| 1   | Participant(e)        | Âge | Ville          | 2                        | 3                        | 4                        | 5                        | 6                        | 7                        | 8                        | 9                        | 10                       | Semaine 2                | Adversaire |              |          |
| --- | --------------------- | --- | -------------- | ------------------------ | ------------------------ | ------------------------ | ------------------------ | ------------------------ | ------------------------ | ------------------------ | ------------------------ | ------------------------ | ------------------------ | ---------- | ------------ | -------- |
| 1er | Luca Cianciulli       | 33  | Montréal       |                          |                          |                          |                          |                          | 3e                       | 1er                      |                          | 1er                      | 1er                      | Jaune      | Collin       |          |
| 2e  | Guillaume Couture     | 31  | Québec         | 1er                      |                          |                          | 2e                       |                          |                          | 2e                       |                          | D                        | 2e                       | Jaune      | Suzy         |          |
| 3e  | Anthony Vien          | 27  | Québec         |                          |                          | 3e                       | 1er                      |                          | 2e                       |                          |                          |                          | 3e                       | Vert       | Marc-Antoine |          |
| 4e  | Suzy Rainville        | 33  | Sherbrooke     |                          |                          |                          |                          | D                        | D                        | D                        |                          | D                        |                          | Vert       | Guillaume    |          |
| 5e  | Sébastien Laframboise | 36  | Québec         |                          |                          |                          | 1er                      |                          | 1er                      | D                        |                          |                          | Bleu                     | Sidney     |              |          |
| 6e  | Collin Strohbach      | 38  | L'Épiphanie    |                          |                          | 2e                       |                          | D                        | D                        |                          |                          | Bleu                     | Luca                     |            |              |          |
| 7e  | Sidney Gordon         | 34  | Montréal       |                          | D                        | 1er                      | D                        | D                        | Q                        | Rouge                    | Sébastien                |                          |                          |            |              |          |
| 8e  | Marc-Antoine Lacasse  | 29  | Boisbriand     |                          |                          |                          |                          | D                        |                          |                          |                          | Jaune                    | Anthony                  |            |              |          |
| 9e  | Brenda Poirier        | 31  | Saint-Félicien |                          |                          |                          | D                        |                          |                          |                          |                          | Bleu                     |                          |            |              |          |
| 10e | Jean-Simon Petit      | 38  | Hemmingford    | 1er                      |                          | Q                        |                          |                          |                          |                          |                          | Vert                     |                          |            |              |          |
| 11e | Frédéric Dufort       | 36  | Sainte-Julie   |                          | D                        |                          |                          |                          |                          |                          |                          | Rouge                    |                          |            |              |          |
| 12e | David Giroux          | 25  | Sainte-Thérèse | D                        | D                        |                          |                          |                          |                          |                          |                          | Rouge                    |                          |            |              |          |
| 13e | Ashley Thornton       | 35  | Montréal       | D                        |                          |                          |                          |                          |                          |                          |                          |                          |                          |            |              |          |

Légende :
- Le candidat a effectué l'une des meilleures performances de la semaine.
- Le candidat a effectué l'une des moins bonnes performances de la semaine.
- Le candidat a effectué l'une des meilleures performances de la semaine et a été couronné vainqueur d'un duel entre gagnants.
- Le candidat a effectué l'une des meilleures performances de la semaine et a participé à un duel entre gagnants, mais ne l'a pas remporté.
- Le candidat a obtenu une mention spéciale.
- Le candidat a dû interrompre le défi.
- Le candidat a été finaliste.
- Le candidat est le gagnant de la saison.

- D - Le candidat a remporté le duel.
- D - Le candidat a perdu le duel et a été éliminé.
- Q - Le candidat a quitté volontairement la compétition.

### Auditoire
Le premier épisode de la saison 13 se retrouve au premier rang de la catégorie des émissions de variété, réunissant 539 000 téléspectateurs. Les épisodes subséquents sont visionnés par 741 000 téléspectateurs en moyenne, pour une part de marché de 22 %.

## Saison 14
Auparavant diffusée les lundis soirs de 20h à 21h, heure avancée de l'Est, l'émission change de case horaire et est diffusée les mardis de 20h à 21h à partir de la quatorzième saison. Contrairement aux éditions précédentes, qui comptaient treize aspirants-chefs, à l'exception de la toute première saison, qui en comptait quatorze, cette saison réunit douze participants. Les prix remportés par les finalistes totalisent 100 000 $, à raison de 70 000 $ pour la première place, 20 000 $ pour la deuxième place et 10 000 $ pour la troisième place.
La diffusion de la première a lieu le 8 avril 2025.
Marie-Philip Poulin est invitée à présenter le défi de la troisième semaine de compétition, alors que le défi de la sixième semaine honore Janette Bertrand à l'occasion de son centième anniversaire de naissance,. Lors de la neuvième semaine de compétition, Jean-Christophe Poirier, premier chef québécois à obtenir une étoile Michelin pour son restaurant St Lawrence, à Vancouver, fait office de juge invité.
|     | Participant(e)             | Âge | Ville          | Classement (par semaine) | Classement (par semaine) | Classement (par semaine) | Classement (par semaine) | Classement (par semaine) | Classement (par semaine) | Classement (par semaine) | Classement (par semaine) | Classement (par semaine) | Classement (par semaine) |           | Jumelage  | Jumelage | Jumelage |
| 1   | Participant(e)             | Âge | Ville          | 2                        | 3                        | 4                        | 5                        | 6                        | 7                        | 8                        | 9                        | 10                       | Semaine 3                | Semaine 4 | Semaine 5 |          |          |
| --- | -------------------------- | --- | -------------- | ------------------------ | ------------------------ | ------------------------ | ------------------------ | ------------------------ | ------------------------ | ------------------------ | ------------------------ | ------------------------ | ------------------------ | --------- | --------- | -------- | -------- |
| 1er | Yoann Van Den Berg         | 31  | Montréal       | 1er                      |                          | D                        |                          | D                        | D                        | 1er                      | 2e                       | 1er                      | 1er                      | Bleu      | Vert      | Bleu     |          |
| 2e  | Guillaume Caron            | 35  | Québec         |                          |                          | 1er                      |                          |                          |                          |                          | D                        | D                        | 2e                       | Mauve     | Rouge     | Jaune    |          |
| 3e  | Magie Marier               | 30  | Montréal       |                          |                          | D                        | D*                       | D                        | 1re                      |                          | 1re                      | 2e                       | 3e                       | Vert      | Rouge     | Vert     |          |
| 4e  | Jean-Christophe Comtois    | 40  | Québec         |                          | D                        | D                        |                          |                          | 2e                       | D                        |                          | D                        |                          | Vert      | Bleu      | Rouge    |          |
| 5e  | Kevin Bates-Breault        | 33  | Sainte-Thérèse |                          |                          |                          |                          | D                        |                          | 2e                       | D                        |                          | Jaune                    | Vert      | Bleu      |          |          |
| 6e  | Rémi Durand                | 34  | Montréal       | 2e                       |                          |                          | D                        |                          | 1er                      | D                        |                          | Jaune                    | Bleu                     | Jaune     |           |          |          |
| 7e  | Laurence Labelle           | 26  | Montréal       |                          | 3e                       |                          |                          |                          | D                        |                          | Rouge                    | Rouge                    | Rouge                    |           |           |          |          |
| 8e  | Minh Phat Tu               | 35  | Montréal       |                          |                          | 1er                      |                          | D                        |                          | Mauve                    | Bleu                     | Vert                     |                          |           |           |          |          |
| 9e  | Ariane Brien-Chicoine      | 37  | Montréal       |                          | 2e                       |                          | D                        |                          | Rouge                    | Vert                     |                          |                          |                          |           |           |          |          |
| 10e | Emmanuelle Gignac-Brassard | 32  | Québec         |                          | 1re                      | D                        |                          | Bleu                     |                          |                          |                          |                          |                          |           |           |          |          |
| 11e | Ross Louangsignotha        | 41  | Montréal       | D                        | D                        |                          |                          |                          |                          |                          |                          |                          |                          |           |           |          |          |
| 12e | Clément Boivin-Ouellet     | 32  | Montréal       | D                        |                          |                          |                          |                          |                          |                          |                          |                          |                          |           |           |          |          |

Légende :
- Le candidat a effectué l'une des meilleures performances de la semaine.
- Le candidat a effectué l'une des moins bonnes performances de la semaine.
- Le candidat a été finaliste.
- Le candidat est le gagnant de la saison.

- D - Le candidat a remporté le duel.
- D - Le candidat a perdu le duel et a été éliminé.
- D* - Le candidat a perdu le duel et a été éliminé, mais a réintégré sa place dans la brigade après avoir remporté une épreuve de la deuxième chance.

### Auditoire
La quatorizème saison connaît une baisse d'auditoire en nombre absolus, mais une augmentation quant au pourcentage de part du marché. En effet, les épisodes passent de 741 000 à 688 000 téléspectateurs par semaine en moyenne comparativement à l'année précédente. Cependant, l'émission représente une part de marché de 25 %, comparativement à 22 % en 2024.

## Juges
- Laurent Godbout (2010)
- Pasquale Vari (2010-2014, 2017-2020, 2022-)
- Jean-Luc Boulay (2010-2014, 2017-2020, 2022-)
- Normand Laprise (2011-2014, 2017-2020, 2022-)
- Stéphane Modat (2015)
- Anne Desjardins (2015)
- Isabelle Deschamps Plante (2022-)
- Olivier Perret (2023, finale seulement)

## Mentors
- Daniel Vézina (2010-2020)
- Colombe St-Pierre (2022-)